# Jungmusiker-Leistungsabzeichen
Das Jungmusiker-Leistungsabzeichen (JMLA) ist ein Abzeichen für Jugendliche und kann mit einer Prüfung auf einem Instrument zusammen mit genügend musiktheoretischem Wissen erworben werden. Es dient jungen Menschen, die ein Blasinstrument oder Schlagwerk erlernen, dazu, ihren Leistungsstand zu überprüfen und ein Abzeichen zu erlangen.
Der Prüfungsstoff setzt sich aus Theorie, Praxis und Gehörschulung zusammen. Für den erfolgreichen Abschluss der Prüfung erhält der Bewerber/die Bewerberin ein Leistungsabzeichen und eine Urkunde.

## JMLA in Deutschland

### Geschichte
Das JMLA wurde im Jahre 1984 eingeführt und bisher von 85000 Musikern abgelegt. Im Jahre 2005 wurde zu den drei bestehenden Leistungsabzeichen das Juniorabzeichen eingeführt.

### Leistungsstufen
Das Jungmusiker-Leistungsabzeichen gibt es in vier Stufen. Alle Abzeichen bestehen aus einer praktischen Prüfung, in der das Instrumentalspiel geprüft wird und aus einer theoretischen Prüfung in der neben einem Theorieblock auch Gehörbildung abgefragt wird. Für das Silber und Gold Abzeichen sind die jeweils vorherigen Abzeichen nötig, das Junior Abzeichen ist nicht Pflichtig.
Juniorabzeichen
Das Juniorabzeichen ist dem Bronzeabzeichen vorgestellt und dient dazu, junge Musiker in den ersten Jahren zum Üben zu animieren. Der Schwierigkeitsgrad ist so gewählt, dass nach ein bis zwei Jahren Instrumentalunterricht der Leistungsstand erreicht ist. Im Gegensatz zu den anderen Abzeichen liegt die Verantwortung der Durchführung für das Juniorabzeichen bei den Musikvereinen und nicht beim Verband. Ein weiterer Unterschied ist die Bewertung, da bei diesem Abzeichen als einziges kein „nicht bestehen“ möglich ist. Die erreichte Punktzahl lässt sich in drei Leistungsstufen untergliedern (Hervorragendes, Gutes und Lückenhaftes Ergebnis).
Bronzeabzeichen
Das Bronzeabzeichen (D1) kann nach einer Instrumentalausbildung von 2 bis 3 Jahren und einem Alter bis 25 Jahren abgelegt werden. Die Prüfung wird vom zuständigen Musikverband abgenommen.
Silberabzeichen
Das Silberabzeichen (D2) kann von Musikern abgelegt werden, die ihr Instrument sicher beherrschen und maximal 25 Jahre alt sind. Die Prüfung wird vom zuständigen Musikverband abgenommen.
Goldabzeichen
Das Goldabzeichen (D3) ist für besonders begabte Jungmusiker. Voraussetzung ist ein Alter von mindestens 16 Jahren und der Besitz des Silbernen Leistungsabzeichens seit mindestens zwei Jahren. Die Prüfung wird direkt vom Bund Deutscher Blasmusikverbände in der BDB-Musikakademie in Staufen abgenommen.

### Prüfungen
Zur Prüfung zugelassen sind Mitglieder des BDB, die das geforderte Alter haben. Die Prüfungen unterliegen den Richtlinien der Bläserjugend im Bund Deutscher Blasmusikverbände.

## Leistungsabzeichen in Österreich

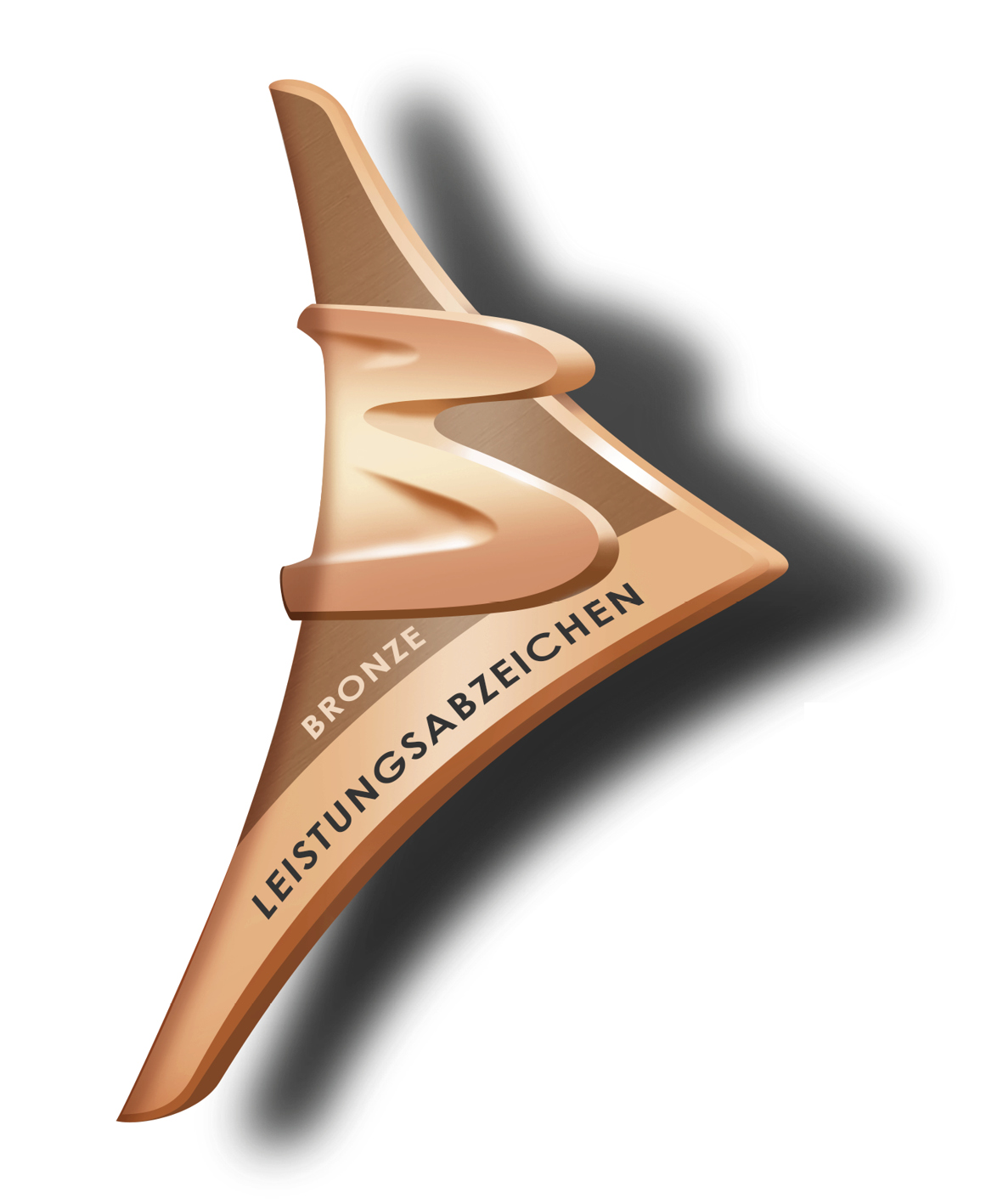
Musiker-Leistungsabzeichen des ÖBV in Bronze

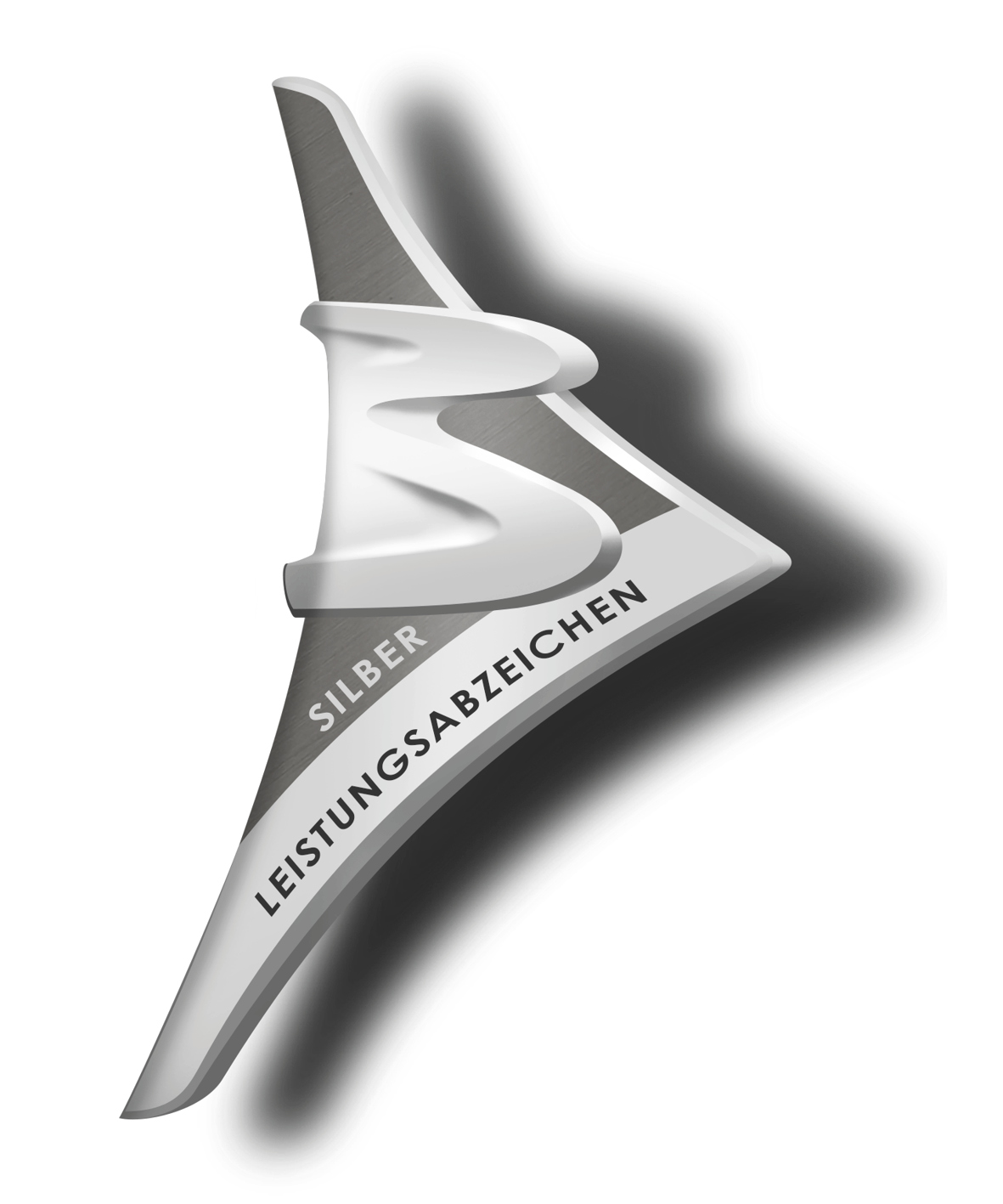
Musiker-Leistungsabzeichen des ÖBV in Silber

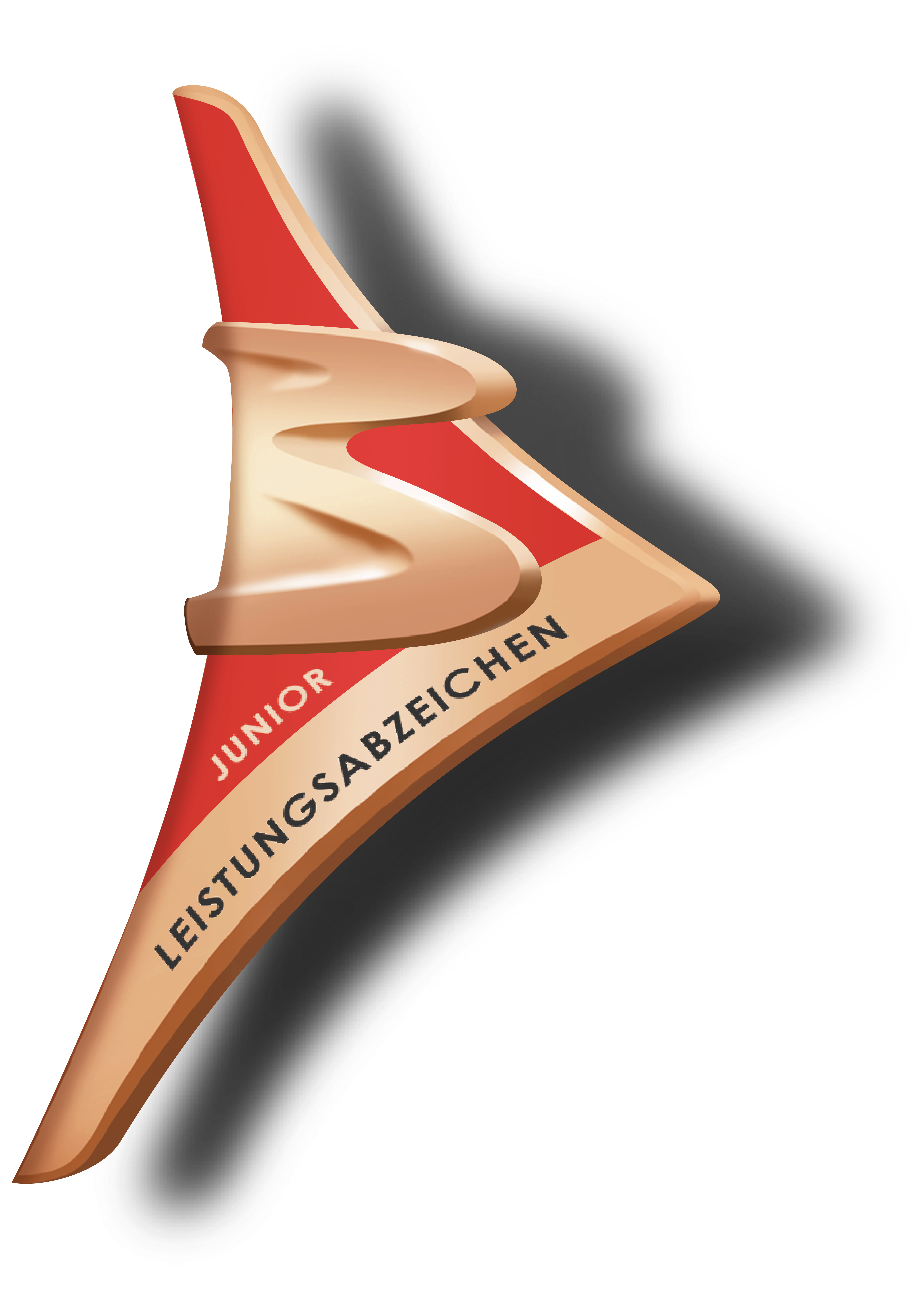
Junior Musiker-Leistungsabzeichen des ÖBV

### Geschichte
Ende der 60er Jahre/Anfang der 70er Jahre wurden in Niederösterreich und Oberösterreich zur Hebung des musikalischen Ausbildungsstandes und als Beitrag zum motivierten Musizieren in der Ausbildungszeit das Jungmusikerleistungsabzeichen (JMLA) in den Leistungsstufen Bronze, Silber und Gold als Pilotprojekt eingeführt. Nach und nach folgten die anderen Bundesländer Österreichs diesem Beispiel. Als Altersgrenze wurde damals das 24. Lebensjahr festgesetzt. Mit der Anerkennung der Österreichischen Blasmusikjugend als Jugendorganisation wurde das Alterslimit auf 30 Jahre angehoben.
Ab dem 31. Lebensjahr kann das neu geschaffene Musikerleistungsabzeichen in Bronze, Silber und Gold mit den gleichen Prüfungsinhalten und zu gleichen Bedingungen wie das Jungmusikerleistungsabzeichen absolviert werden. Jährlich stellen sich circa 8.000 Jugendliche, die ein Blasinstrument oder Schlagwerk lernen, jährlich den Prüfungen. Das Ausbildungsschema wurde um die Elementarstufe (Junior-Leistungsabzeichen) erweitert, da heute Kinder und Jugendliche mit dem Instrumentalunterricht immer früher beginnen und gleichzeitig die Anforderungen an die Leistungsabzeichen in Bronze, Silber und Gold zum Teil erheblich gestiegen sind.

### Leistungsstufen
Das ÖBV-Leistungsabzeichen gibt es in vier Stufen:
- Leistungsstufe E (Elementarstufe) – Junior-Leistungsabzeichen
- Leistungsstufe U (Unterstufe) – Bronze-Leistungsabzeichen
- Leistungsstufe M (Mittelstufe) – Silber-Leistungsabzeichen
- Leistungsstufe O (Oberstufe) – Gold-Leistungsabzeichen

### Kooperation mit Musikschulwerk
In den letzten Jahrzehnten hat sich zwischen Blasmusikvereinen und -verbänden sowie Musikschulen eine Zusammenarbeit entwickelt. So wurden im September 2016 neue Richtlinien zum Leistungsabzeichen herausgegeben. Zusammen mit den Musikschulwerken wurden ein gemeinsamer Lehrplan und gemeinsame Übertrittsprüfungen bzw. Prüfungen zum Leistungsabzeichen vereinbart, wobei sich die Österreichische Blasmusikjugend positionieren konnte.

## JMLA Südtirol

### Leistungsstufen
Das Jungmusikerleistungsabzeichen gibt es in drei Stufen:
- Leistungsstufe A – Bronze-LeistungsabzeichenMusiker-Leistungsabzeichen des ÖBV in Gold

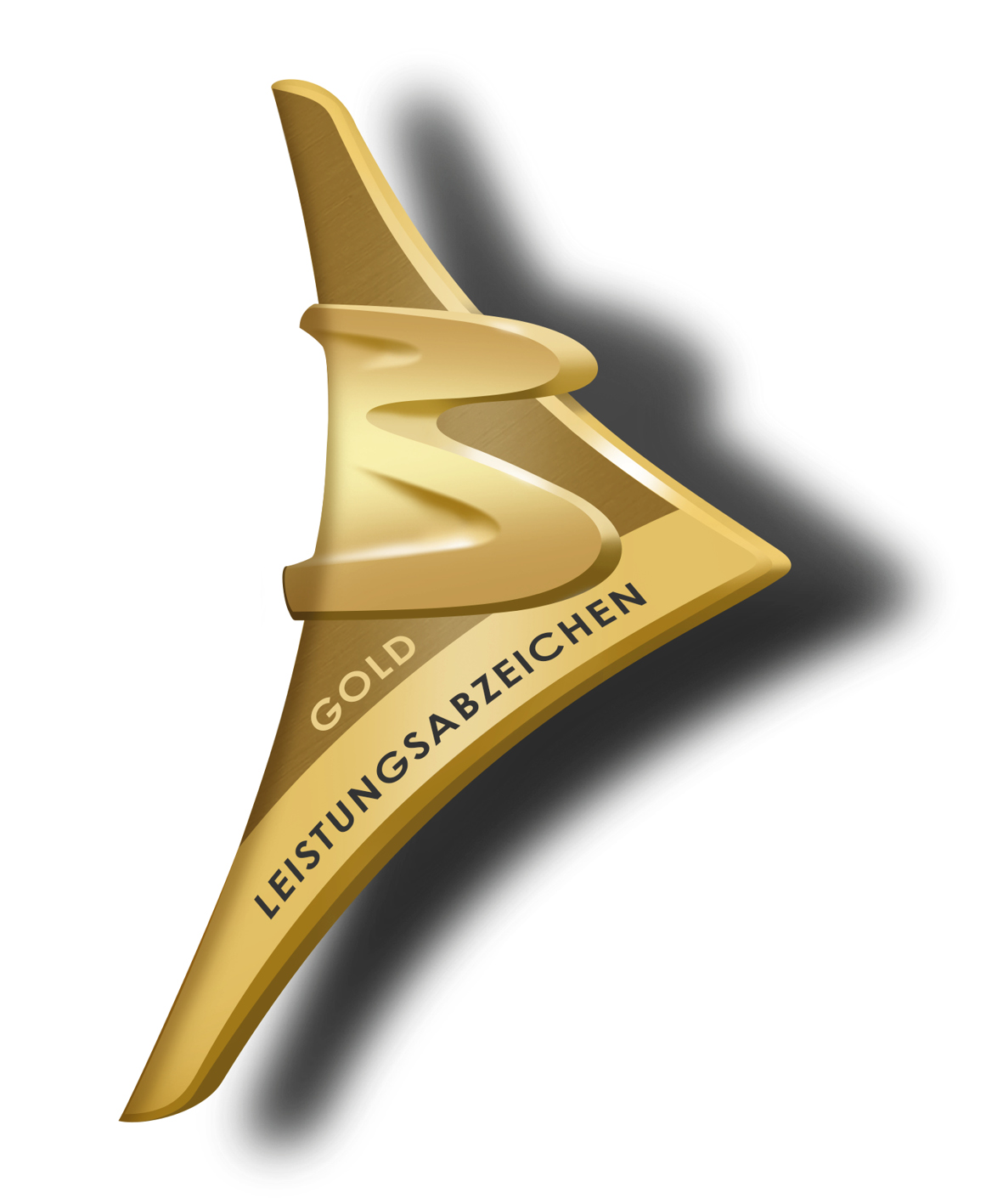
Musiker-Leistungsabzeichen des ÖBV in Gold

- Leistungsstufe B – Silber-Leistungsabzeichen
- Leistungsstufe C – Gold-Leistungsabzeichen

### Prüfungen
Die theoretischen Prüfungen werden an den Musikschulen abgenommen, die praktischen vom Verband Südtiroler Musikkapellen. Zur praktischen Prüfung zugelassen ist ein Musiker mit bestandener theoretischer Prüfung und einem maximalen Alter von 30 Jahren.